# Al-Chaur
Al-Chaur (arab. الخور, Al-Khawr) – miasto we wschodnim Katarze, stolica prowincji o tej samej nazwie; 21 tys. mieszkańców (2006). W mieście znajduje się Port lotniczy Chaur. Miasto było jednym z organizatorów piłkarskich MŚ w 2022.